# Lingua moesorumena
Il moesorumeno è una lingua neolatina o più precisamente un gruppo di dialetti romeni parlati principalmente nella regione a sud del Danubio, l'attuale Serbia meridionale (antica Mesia, in latino Moesia superiore), da una popolazione autoctona stanziata tra Požarevac, Kladovo, Zaječar e Paraćin, tutti situati a sud del Danubio. Pur consapevoli di parlare una variante del romeno come lingua madre, i parlanti si considerano serbi, in quanto seguaci della Chiesa ortodossa serba. La loro fede religiosa dunque, e non la lingua, è alla base della loro identità nazionale (un probabile lascito del concetto ottomano di identità nazionale).
Il numero dei parlanti si aggira tra i 20.000 e 100.000, concentrati principalmente in villaggi misti a maggioranza serba, ma non sono attualmente disponibili dati certi. I moesorumeni sono stati ignorati da linguisti e antropologi a causa del loro mimetismo identitario, e questo ha fatto sì che il gruppo non sia mai stato riconosciuto come minoranza nazionale o gruppo etnico, diversamente da quanto avviene per i dacorumeni di Vojvodina a nord del Danubio, e per gli arumeni, gruppo etnico minoritario della Macedonia del Nord. Inoltre, non esiste materiale stampato e non è previsto alcun uso ufficiale della lingua - diversamente da quanto accade per i rumeni di Vojvodina che sono stati riconosciuti come gruppo linguistico di minoranza e hanno goduto dei diritti derivanti da tale condizione sin dalla prima guerra mondiale. I moesorumeni stanziati sulla riva del Danubio ricevono la radio e la TV rumena e conoscono la lingua standard, mentre i parlanti della zona meridionale la capiscono difficilmente.
La denominazione popolare Vlasi (singolare Vlah - letteralmente "straniero, parlante latino o celtico") è imprecisa ed è spesso utilizzata informalmente per designare non solo i moesorumeni ma anche altri gruppi di lingua romanza o addirittura slava. Una parte di loro emigrò durante il Medioevo in Muntenia (Țara Românească) e Transilvania e i loro discendenti sono probabilmente collegati ai Bajaši (Boyash) della Croazia e ai Beás dell'Ungheria. Un gruppo simile, chiamato Karavlak (letteralmente "Vlasi neri", nome designante inizialmente i rumeni della Muntenia), è sopravvissuto in Bosnia fino alla seconda guerra mondiale. 

## Lingua
Il moesorumeno ricorda il dialetto romeno della regione del Banato e i pochi studiosi romeni (tutti di origine iugoslava) di questi dialetti lo considerano una varietà geografica del dacorumeno. Dal punto di vista fonetico, il moesorumeno condivide con i dialetti del Banato l'evoluzione di /č/ e /dž/ (scritte <ci>, <ce> e <gi>, <ge> in romeno standard) nelle sonore /šj/ e /žj/: ce faci? “che fai?” pronunciato /šje fašj?/ (Questa evoluzione è distintiva rispetto all'evoluzione moldava in /še faš?/). La distribuzione delle parole distintive nea/zapadă per “neve” è controversa in questi dialetti e non può dunque fare luce sulla loro classificazione all'interno del classico sistema dialettale romeno.
Ad esempio, "io sono": sînt / sunt in daco-rumeno, ma mis nel dialetto del Banato e in moesorumeno. "Sono stanco": sînt abosit in dacorumeno, mis oscenit in moesorumeno, mis ostenit nel dialetto del Banato.
La differenza principale tra il moesorumeno e il dialetto del Banato consiste nel fatto che i parlanti del Banato, come tutti i cittadini romeni, hanno seguito il processo di de-slavizzazione, de-turchizzazione e ri-latinizzazione della lingua avvenuta a partire dall'800, mentre i moesorumeni, essendo sempre stati fuori dai confini dello stato romeno, sono stati al contrario fortemente serbizzati.

## Diaspora
Date le migliori condizioni economiche delle regioni romene di Muntenia e Oltenia (chiamate anche Valacchia, dal tedesco Wallachen) rispetto all'area meridionale del Danubio, un gran numero di moesorumeni emigrò a nord del fiume e si stanziò nella regione meridionale dell'attuale Romania. Lì, molti di loro furono ridotti in schiavitù, in quanto privi di terre proprie, e i restanti si spostarono in Transilvania. In quanto i moesorumeni trovavano lavoro principalmente nelle miniere a cielo aperto, erano chiamati Rudari (dallo slavo ruda: "minerale" + suffisso -ar) o Băieşi (sing. Băiaş, da bania: "miniera, prigione" + suffisso -aş). Con l'abolizione della schiavitù nelle regioni romene (1855 e 1856), coloro che erano rimasti in Muntenia e Oltenia si trasferirono nei territori dell'Impero austro-ungarico (nelle regioni da Baja a Čakovec/Csáktornya e Nagykanizsa) mentre quelli della Transilvania si mossero verso est. Con lo smantellamento dell'Impero austro-ungarico, il loro nome ufficiale divenne beás in Ungheria e bajaš in Croazia. Le loro condizioni di povertà e marginalità hanno dato origine all'appellativo generico di "zingaro" ed essi sono stati confusi con i Rom, che sono invece di origine indiana e che condividono con i moesorumeni solamente questo stigma sociale. Nel sud dell'Ungheria i beás sono chiamati teknőscigányok ("zingari dei pozzi", dato il loro mestiere tradizionale). Sono circa 25.000 in Ungheria e leggermente meno in Croazia. La loro lingua comprende due dialetti principali, chiamati rispettivamente ardelan /argʲelʲan/ per coloro che emigrarono in Transilvania e muntian /munʧan/ per quelli della Muntenia. Alcuni gruppi minori sono emigrati in Bosnia ed Erzegovina dove sono chiamati Karavlasi (sing. Karavlak: "straniero nero"), altri verso la regione di Varna in Bulgaria dove sono chiamati Ludari (da Rudari per dissimilazione) e in Grecia a Zefyri dove sono conosciuti come Gurbetsi. D'altra parte, la loro emigrazione oltre Atlantico è considerevole, in quanto anche in Messico si incontrano moesorumeni (chiamati Ludares), oltre che in Colombia, in Cile e in Argentina.

## Origine
Il primo riferimento attestato sul latino quale lingua parlata in quest'area risale al 79 a.C. e si potrebbe considerare il moesorumeno come risultato della grande ondata di latinizzazione che interessò l'intera penisola balcanica. Questa opinione è sostenuta tra gli altri da Pavle Ivić, il quale ritiene che un gran numero di genti romane abbia vissuto nell'antichità in ex Jugoslavia, per tutta l'estensione longitudinale dei Balcani. Una forma locale di latino volgare era ancora parlata in Kosovo durante il Medioevo, come evidenzia una Hrisolvulja di Czar Dušan, e sono state attestate altre lingue romanze relativamente più tarde lungo la costa dalmata e in Bosnia. L'istrorumeno è ancora in uso nei dintorni di Fiume. Ancora, più a sud l'arumeno in Grecia e in Albania è un'altra testimonianza di un'ampia estensione del latino nei Balcani. In ogni caso, i moesorumeni sono con maggiore probabilità una popolazione autoctona, passata al latino in epoca antica e che continua a usare la lingua dei propri antenati.

## Letteratura
Non esiste tradizione letteraria scritta e i primi tentativi di raccolta di letteratura orale sono iniziati solamente negli ultimi anni del ventesimo secolo ad opera dell'Accademia serba delle scienze e delle arti.